# Le due Babilonie
Le due Babilonie (The Two Babylons, sottotitolato The Papal Worship Proved to Be the Worship of Nimrod and His Wife, cioè "Il culto papale dimostrato essere il culto di Nimrod e di sua moglie") è un pamphlet religioso anticattolico pubblicato nel 1853 dal teologo presbiteriano Alexander Hislop (1807 - 1865), della Libera Chiesa di Scozia (1843–1900) e ampliato nel 1858. Il suo successo editoriale può essere misurato dalle numerose edizioni e ristampe successive: nel 1871 era stata già pubblicata la settima edizione e nel 1903 una "edizione popolare".

## Piano dell'opera
Il piano dell'opera elencato di seguito è riferito alla dodicesima ristampa del 1975 della quarta ed ultima edizione del libro, ovvero quella del 1939, pubblicata dall'editore londinese S.W. Partridge & CO., ISBN 07-1360-470-0
 Dopo la prefazione alla prima, alla seconda e terza edizione (vii - xiv), ad un elenco di referenze (xv - xx), alla lista di illustrazioni (xxi - xxii) e una introduzione (pagg. 1-3), il libro contiene sette capitoli (pp. 4 – 281), una conclusione (pp. 282 – 290), un'appendice (pp. 291 – 323) e infine un indice (pp. 324 – 330)

I sette capitoli sono:
- Capitolo 1: Carattere distintivo dei due sistemi.
- Capitolo 2: Oggetto dell'adorazione, suddiviso in tre sezioni: Trinità nell'unità, La madre e il figlio ed origine del figlio e La madre del figlio.
- Capitolo 3:  Le feste, suddiviso in quattro sezioni: Natale ed Annunciazione, Pasqua, La natività di San Giovanni e La festa dell'Assunzione.
- Capitolo 4: Dottrina e Disciplina, suddiviso in cinque sezioni: Rigenerazione battesimale, Giustificazione mediante le opere, Il sacrificio della messa, L'estrema unzione, Purgatorio e preghiera per i morti.
- Capitolo 5: Riti e cerimonie, suddiviso in sei sezioni: Processione degli idoli, Adorazione delle reliquie, La vestizione e l'incoronazione delle immagini, Il rosario e l'adorazione del Sacro Cuore, Lampade (lumi) e candele di cera e Il segno della croce.
- Capitolo 6: Ordini religiosi, suddiviso in due sezioni: Il sovrano pontefice e preti, monaci e suore.
- Capitolo 7: Due trattazioni considerate dal punto di vista storico e profetico, suddiviso in cinque sezioni: Il gran dragone rosso, La bestia del mare, La bestia della terra, l'immagine della bestia e Il nome della bestia - il numero del suo nome - l'invisibile capo del papato.

## Contenuti
Il tema centrale è l'asserzione che la Chiesa cattolica è la continuazione della religione pagana dell'antica Babilonia, un prodotto di una cospirazione millenaria.
Hislop ripercorre le dottrine cattoliche riportandole al tempo del culto di Nimrod, sostenendo che la Chiesa cattolica romana è la meretrice di Babilonia citata nella Bibbia (Apocalisse 17:5), e che "il papa stesso è veramente e propriamente il rappresentante diretto di Baldassar" (l'ultimo re di Babilonia). Egli sostiene che il cristogramma IHS sta in realtà per Iside, Horus, Seth.

## Accoglienza e influsso del libro
L'accoglienza del libro fu e rimane entusiasta da parte dei protestanti fondamentalisti, come dimostra l'ancora persistente serie di ristampe: Lester L. Grabbe osserva: "Nonostante il fatto che l'Assirologia abbia da tempo dimostrato l'assurdità di tale rappresentazione [dell'origine della religione cattolica], il libro di Hislop continua ad essere ristampato e ampiamente diffuso tra i cristiani protestanti fondamentalisti".
La tesi del libro di Hislop ha un posto di rilievo anche nelle teorie del complotto di gruppi razzisti come The Covenant, The Sword, and the Arm of the Lord e altri teorici della cospirazione.
Alcuni individui e organizzazioni, inizialmente impegnati nella diffusione delle idee di Hislop, se ne sono successivamente distaccati. 
Dal 1929 e fino al 1989, i Testimoni di Geova hanno citato più volte il libro Le due Babilonie, approvandone in particolare, come osserva Chryssides, le affermazioni che «le dottrine e le pratiche cattoliche romane, quali la confessione, il celibato del clero, la transustanziazione, la venerazione di Maria e delle reliquie, nonché la principale dottrina cristiana della Trinità derivano tutte dall'antica religione babilonese».. A riguardo dell'assenza di citazioni del libro di Hislop in tempi più recenti, Chryssides nota che «Il comitato degli scrittori [dei Testimoni di Geova] si è sempre più impegnato ad attingere da fonti affidabili per garantire che il materiale sia adeguatamente attendibile, e ciò potrebbe spiegare l'assenza di ulteriori riferimenti a Hislop».
Molto interessante è anche il caso di Ralph Woodrow, che nel 1966 pubblicò con grande successo editoriale il libro Babylon Mistery Religion. Ancient and Modern, che ripresentava in un formato più moderno e appetibile le tesi di Hislop. Solo dopo molti anni si prese cura di verificare le numerose fonti citate da Hislop e per onestà di coscienza non solo smise ogni ristampa del proprio libro, ma scrisse inoltre nel 1997 The Babylon connection?, in cui mostrò la vacuità delle tesi di Hislop.

## Critiche
Il testo è stato generalmente screditato dagli studiosi, tanto da essere definito un "tributo all'inesattezza storica e alla non-conoscenza del fanatismo religioso" con "cultura scadente, disonestà palese" e una "tesi insensata", e "un buon esempio di quegli scritti ideologici che adottano una interpretazione superficiale delle fonti al fine di sfruttarle a sostegno della propria ideologia".
Sebbene gli studiosi abbiano dimostrato che il quadro presentato da Hislop era basato su un fraintendimento della Babilonia storica e della sua religione, il suo libro, "altrettanto sensazionalista, incendiaria e scandalosa come una famosa bufala protestante", rimane popolare tra alcuni fondamentalisti cristiani protestanti
Anche se ampiamente dotato di note, dando l'impressione di affidabilità, dei commentatori (in particolare Ralph Woodrow) hanno dichiarato che ci sono numerose idee sbagliate, invenzioni e gravi errori di fatto nel documento.
Nel 2011 è stata pubblicata un'edizione critica, che comprende la traduzione in tedesco del libro di Hislop, così come i commentari di Ralph Woodrow e del dottor Eddy Lanz.

## Edizioni
- Le due Babilonie, traduzione a cura di Anna Maria Moriggi, Sacchi Editore, Rescaldina 1990.